# シュネーベルク (ウンターフランケン)
シュネーベルク (ドイツ語: Schneeberg) はドイツ連邦共和国バイエルン州ミルテンベルク郡に属す市場町。

## 地理
シュネーベルクはバイエリッシェ・ウンターマイン地区に属す。

### 自治体の構成
この町は、公式には3つの地区 (Ort) からなる。いずれも小集落や孤立農場ではなく集落を形成している。
- ハムブルン
- シュネーベルク
- ツィッテンフェルデン

## 歴史
マインツ選帝侯領であったシュネーベルクは、1803年に帝国代表者会議主要決議に基づいてライニンゲン侯領となったが、1806年にバーデンの陪臣領に、1810年にヘッセン＝ダルムシュタット大公領となった。1816年のフランクフルト・アム・マインでのヘッセン/バイエルン会談で最終的にバイエルン領となった。バイエルンの行政改革の一環として行われた市町村再編により1818年に現在の形になった。

## 行政
町長はクルト・レップである。
議会は12議席からなる。

## 経済と社会資本

### 経済と農林業
公式統計によれば、2018年に町内に住む社会保険支払い義務のある労働者の総数は776人であった。また2016年には9軒の農家があり、農業用地は 420 ha であった。

### 交通
マドンネンラント鉄道とも称されるゼッカハ＝ミルテンベルク線沿いに駅がある。

## 人物
- アルフレート・プファフ（1926年 - 2008年）サッカー選手。1954 FIFAワールドカップ代表選手。1961年から亡くなる2008年までツィッテンフェルデン地区のホテルを経営していた。
- ボード・クーン（1967年 - ）陸上選手。ソウルオリンピックの4×400mリレー銅メダル選手（予選第1走者、決勝には出場していない）。

## 引用
1. ↑  https://www.statistikdaten.bayern.de/genesis/online?operation=result&code=12411-003r&leerzeilen=false&language=de Genesis-Online-Datenbank des Bayerischen Landesamtes für Statistik Tabelle 12411-003r Fortschreibung des Bevölkerungsstandes: Gemeinden, Stichtag (Einwohnerzahlen auf Grundlage des Zensus 2011)
2. ↑  Bayerische Landesbibliothek Online
3. ↑  “Wahl des ersten Bürgermeisters - Kommunalwahlen 2020 im Markt Schneeberg - Gesamtergebnis”. 2021年4月22日閲覧。
4. ↑  “6. Sozialversicherungspflichtig beschäftigte Arbeitnehmer seit 2013” (PDF), Statistik kommunal 2019 Markt Schneeberg:  p. 8 2021年4月22日閲覧。
5. ↑  “22. Betriebsgrößenstruktur in der Landwirtschaft 2003, 2005, 2007, 2010 und 2016” (PDF), Statistik kommunal 2019 Markt Schneeberg:  p. 14 2021年4月22日閲覧。
6. ↑  “20. Bodennutzung 2003, 2007, 2010 und 2016” (PDF), Statistik kommunal 2019 Markt Schneeberg:  p. 13 2021年4月22日閲覧。